# UNPSG

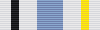
Baretka medalu ONZ za misję UNPSG.

UNPSG (Policyjna Grupa Wsparcia ONZ dla Wschodniej Slawonii, Baranji i Zachodniego Sirmium, United Nations Civilian Police Support Group) - misja policyjna ONZ działająca w Chorwacji od stycznia do października 1998. Misja została stworzona na podstawie rezolucji Rady Bezpieczeństwa ONZ S/RES/1145 z dnia 19 grudnia 1997 r.